# Sören Dieckmann
Sören Dieckmann (* 16. Januar 1996 in Dortmund) ist ein deutscher Fußballspieler, der bei der TSG 1899 Hoffenheim unter Vertrag steht. Er wird hauptsächlich als linker Verteidiger eingesetzt.

## Karriere
Sören Dieckmann wurde in Dortmund geboren und fing im benachbarten Rüdinghausen mit dem Fußballspielen an. Bis zur Volljährigkeit wurde er in den Nachwuchsmannschaften des VfL Bochum, DJK TuS Hordel und des TSC Eintracht Dortmund ausgebildet. Anschließend verpflichtete ihn der Bundesligist Borussia Dortmund, in dessen U19 er für die Saison 2014/15 in der A-Junioren-Bundesliga eingesetzt wurde. 
Bereits im Sommer 2015 wurde der Linksverteidiger in die zweite Mannschaft des BVB integriert, welche nach ihrem Abstieg aus der 3. Liga wieder in der Regionalliga West antrat. In 89 Spielen, in denen er überwiegend zum Stammpersonal gehörte, erzielte Dieckmann 11 Treffer.
In der Winterpause der Saison 2018/19 verpflichtete ihn der Zweitligist SV Sandhausen. Nachdem er zunächst in fünf der ersten sechs Spiele nach der Winterpause zum Einsatz gekommen war, konnte er sich in der folgenden Zeit nicht mehr weiter durchsetzen und fiel zudem ab April bis Saisonende verletzungsbedingt aus. In der folgenden Saison 2019/20 kam er nur noch zu drei Einsätzen, in der anschließenden Spielzeit 2020/21 spielte er in den sportlichen Planungen des Zweitligisten keine Rolle mehr.
Im Sommer 2021 verließ Dieckmann den Verein und schloss sich dem SC Fortuna Köln in der Regionalliga West an, bei dem er daraufhin Stammspieler wurde. Nach einem Jahr wechselte er in die Regionalliga Südwest zur zweiten Mannschaft der TSG 1899 Hoffenheim.